# Proceß-Polka
Proceß-Polka (Polka du procès) est une polka rapide de Johann Strauss II (op. 294). L'œuvre est créée le 31 janvier 1865 dans la salle Sofienbad à Vienne.

## Histoire
La polka est composée pour le bal des avocats pendant le carnaval de 1865 et est créée à l'occasion de cet événement. C'est de là que vient le nom du titre. Dans ce contexte, il est intéressant de connaître qu'au même moment Eduard Strauss, le frère du compositeur, est impliqué dans une affaire de diffamation, qu'il a ensuite gagnée. Peut-être que cette circonstance influence aussi Johann Strauss sur le nom à choisir pour cette polka. Cependant, son titre correspond au thème des avocats, même sans le procès d'Eduard.

## Durée
Sa durée d'exécution est d'environ 2 minutes et 10 secondes. Elle peut varier selon l'interprétation musicale du chef d'orchestre.

## Interprétations notables
La pièce est notamment jouée lors de concerts du nouvel an : en 1995, sous la direction de Zubin Mehta, et en 2000, sous la direction de Claudio Abbado.